# 363 TCN
363 TCN là một năm trong lịch La Mã.

## Sinh
● Barsine, tình nhân của Alexander Đại đế